# Ramus nasales externi nervi infraorbitalis

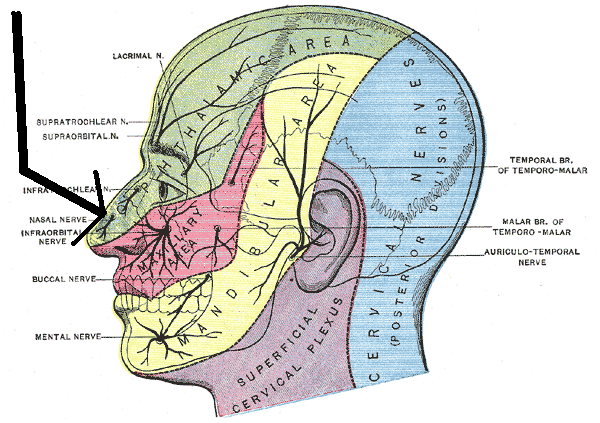
Az arc idegei (a nyíl mutatja az ideget)

A ramus nasales externi nervi infraorbitalis idegzi be az orr bőrét és az orrsövényt. A nervus maxillaris ága. A nervus nasociliarisba csatlakozik.

## Külső hivatkozások
- Kép Archiválva 2008. október 7-i dátummal a Wayback Machine-ben